# 于家湾墓群
于家湾墓群，位于中国甘肃省崇信县，为一个省级文物保护单位，类型为古墓葬。
于家湾墓群的历史年代为西周、十六国、宋至元。